# Samuel Franklin Cody
Pour les articles homonymes, voir Cody.
Samuel Franklin Cowderi, connu plus tard sous le nom de Samuel Franklin Cody est un pionnier de l'aviation américain né le 6 mars 1867 à Davenport (Iowa) et mort le 7 août 1913 à Farnborough (Royaume-Uni).

## Biographie
Cet artiste de foire (dont le nom crée une confusion avec Buffalo Bill, dont le nom civil est lui aussi Cody), qui animait une partie des Wild West Shows, est l'inventeur des cerfs-volants Cody, alternative aux aérostats utilisés par l'Armée britannique pendant la Première Guerre mondiale pour guider les tirs d'artillerie. Il est aussi le premier à piloter un aéroplane motorisé en Grande-Bretagne, le 16 octobre 1908,.
Le 11 septembre 1909, sur le champ d'aviation de Laffan's Plain à Farnborough, il présente son appareil à l'ancienne impératrice des Français Eugénie, dont la demeure d'exil est située dans cette localité, et qui est vivement intéressée par ses essais.

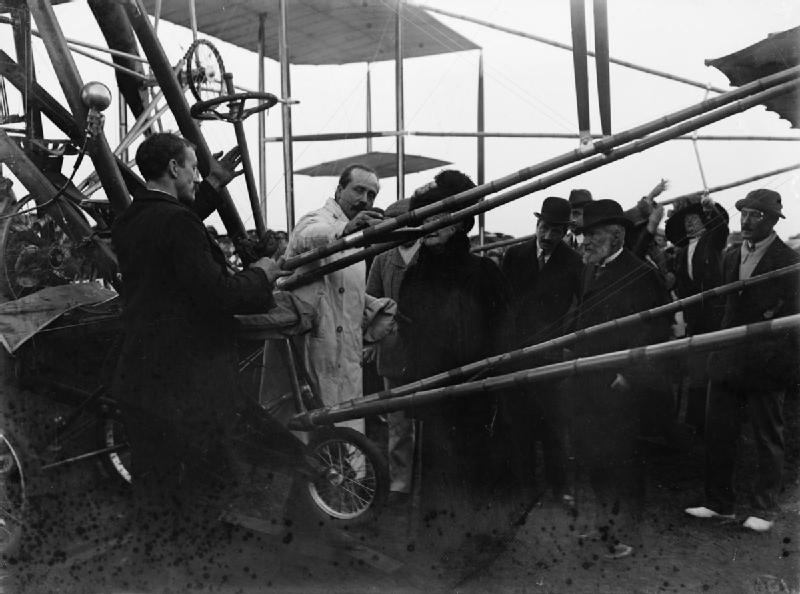
Samuel Franklin Cody (manteau clair) montre à l'impératrice Eugénie (juste à sa gauche, visage caché) des détails de son appareil.
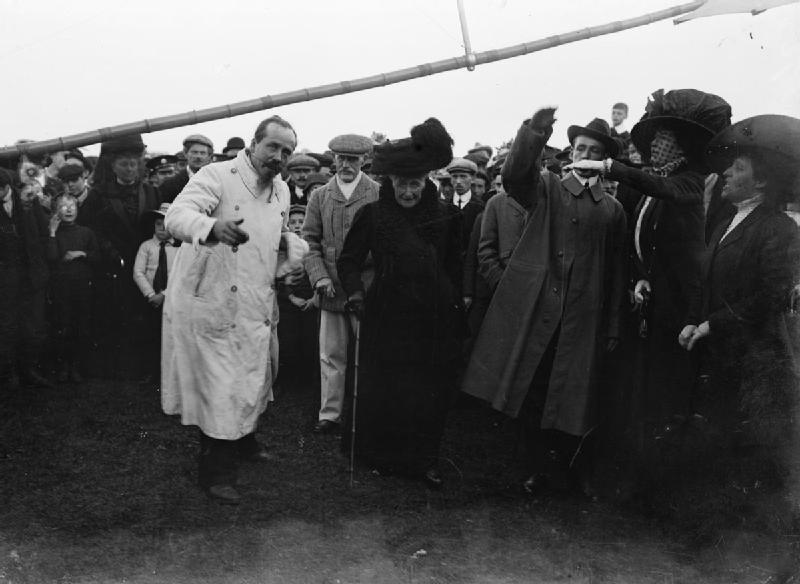
Autre photographie de Samuel Franklin Cody (dont le manteau présente des taches de graisse mécanique) et de l'impératrice (au centre), entourés par la foule, lors de la présentation de l'appareil dont on n'aperçoit ici qu'une partie de la structure.

Le 29 décembre 1909, Cody essaie de remporter le prix Hartley, espérant empocher la somme de 25 000 francs mise en jeu par sir William Hartley qui veut ainsi récompenser l'aviateur qui le premier réalisera le vol non-stop Liverpool - Manchester, mais en vain, ce dernier abandonnant à cause du brouillard.
Le 23 juin 1910, l'aviateur se crashe dans la plaine de Laffan, alors qu'il testait un nouvel appareil biplan, déstabilisé par une rafale de vent.
Il meurt le 7 août 1913 à Farnborough dans le crash de l'un de ses propres appareils, le Cody VI.